# سد جان کامپتون
سد جان کامپتون (به لاتین: John Compton Dam) یک سد در سنت لوسیا است که در Millet, Anse la Raye Quarter واقع شده‌است.